# Electron (állatnem)
Az Electron a madarak osztályába, ezen belül a szalakótaalakúak (Coraciiformes) rendjébe és a motmotfélék (Momotidae) családjába tartozó nem.

## Rendszerezésük
A nemet Johannes Gistel német természettudós írta le 1848-ban, az alábbi 2 faj tartozik ide:
- Electron carinatum
- laposcsőrű motmot (Electron platyrhynchum)

## Előfordulásuk
Mexikó, Közép-Amerika és Dél-Amerika területén honosak. A természetes élőhelye szubtrópusi és trópusi erdők. Állandó, nem vonuló fajok.

## Megjelenésük
Testhosszuk 30,5-39 centiméter közötti.